# M49 (astronomia)
M 49 (conosciuta anche con il nome di NGC 4472) è una galassia ellittica distante circa 55 milioni di anni luce; fu scoperta da Charles Messier nel 1771 e fa parte dell'Ammasso della Vergine. M49 ha due probabili galassie satelliti, catalogate come NGC 4465 e NGC 4467.

## Osservazione

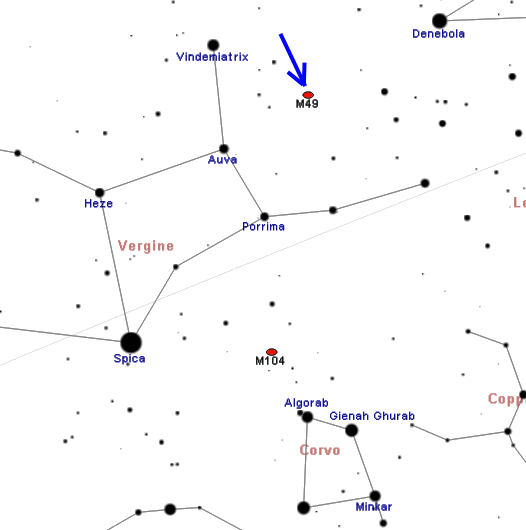
Mappa per individuare M49.

M49 è una delle galassie più appariscenti fra quelle visibili nella costellazione della Vergine: è infatti ben evidente anche in un binocolo 10x50 se la notte è in buone condizioni atmosferiche; un telescopio da 60mm è visibile come una brillante macchia di forma rotondeggiante. L'aspetto resta immutato anche ad ingrandimenti superiori, mentre con un 150mm si osserva un alone esteso fino a 4' digradante dolcemente nel fondo cielo; il nucleo è visibile come un punto luminoso all'interno della regione centrale, più luminosa dell'alone.
M49 può essere osservata con facilità da entrambi gli emisferi terrestri e da tutte le aree abitate della Terra, grazie al fatto che la sua declinazione non è eccessivamente settentrionale; dalle regioni boreali è maggiormente osservabile e si presenta estremamente alto nel cielo nelle notti di primavera, mentre dall'emisfero australe appare mediamente più basso, ad eccezione delle aree prossime all'equatore. Il periodo migliore per la sua osservazione nel cielo serale è quello compreso fra marzo e luglio.

## Storia delle osservazioni
Charles Messier osservò questa galassia prima nel 1771 e poi nel 1781, descrivendola come una nube di difficile osservazione; la inserì nel suo catalogo col numero 49, la prima fra le galassie da lui osservate appartenenti all'Ammasso della Vergine, e la paragonò ad una cometa che aveva osservato nel 1779. L'ammiraglio Smyth affermò che la sua forma era rotondeggiante e il suo nucleo era molto luminoso; stranamente, Padre Heinrich Louis d'Arrest scrisse che fu in grado di risolverla in un gran numero di gruppi stellari di tredicesima e quattordicesima magnitudine.

## Caratteristiche
M49 è una galassia ellittica, classificata secondo la sequenza di Hubble come E2 o E4; è una delle galassie più luminose dell'Ammasso della Vergine. a cui appartiene, sebbene si trovi in una posizione leggermente decentrata rispetto al nucleo centrale dell'ammasso. La sua magnitudine assoluta è pari a -22,7 e la sua classe spettrale integrata è di tipo G7, dunque dal marcato colore giallo, più delle altre galassie della zona. Secondo alcune stime, M49 avrebbe un numero di ammassi globulari compreso fra 5000 e 7000, decine di volte superiore a quello della nostra Via Lattea; le sue dimensioni reali sarebbero comprese fra 140000 e 160000 anni luce, che alla distanza di 55 milioni di anni luce equivalgono ad un diametro apparente di 9'. Tutt'attorno sono presenti un gran numero di galassie compagne.
Nel 1969 è stata scoperta una supernova, non confermata, catalogata come SN 1969Q; la stella di tredicesima magnitudine visibile sull'alone di M49 talvolta viene scambiata per una supernova, ma in realtà è una stella appartenente alla nostra Galassia.

### Libri
- (EN) Stephen James O'Meara, Deep Sky Companions: The Messier Objects, Cambridge University Press, 1998, ISBN 0-521-55332-6.

### Carte celesti
- Toshimi Taki, Taki's 8.5 Magnitude Star Atlas, su geocities.jp, 2005. URL consultato il 7 novembre 2010 (archiviato dall'url originale il 5 novembre 2018). - Atlante celeste liberamente scaricabile in formato PDF.
- Tirion, Rappaport, Lovi, Uranometria 2000.0 - Volume I - The Northern Hemisphere to -6°, Richmond, Virginia, USA, Willmann-Bell, inc., 1987, ISBN 0-943396-14-X.
- Tirion, Sinnott, Sky Atlas 2000.0 - Second Edition, Cambridge, USA, Cambridge University Press, 1998, ISBN 0-933346-90-5.
- Tirion, The Cambridge Star Atlas 2000.0, 3ª ed., Cambridge, USA, Cambridge University Press, 2001, ISBN 0-521-80084-6.